# Skip Marley
Skip Marley   (Kingston, 4 de juny de 1996) és un cantant jamaicà. És fill de Cedella Marley i David Minto, i net de Bob Marley i Rita Marley. Ha rebut dues nominacions als premis Grammy i una nominació als MTV Video Music Award.

## Trajectòria
Marley, criat a Miami, va demostrar una passió primerenca per la música, i és autodidacta en piano, bateria, guitarra i baix. Va iniciar la seva carrera musical el 2015 amb la publicació dels senzills «Cry to Me» i «Life» amb el segell discogràfic Tuff Gong. Més endavant va participar en la gira Catch a Fire amb els seus oncles Damian i Stephen Marley.
El 2016 la popularitat de Marley va augmentar en aparèixer en la campanya publicitària «1969» de texans Gap. L'any següent va signar amb Island Records, i va publicar «Lions», un senzill que va guanyar notorietat per la seva utilització en un anunci comercial de Pepsi. La seva col·laboració amb Katy Perry a «Chained to the Rhythm» va donar lloc a actuacions als 59ns Premis Grammy el 12 de febrer de 2017, premis Brit i iHeartRadio Music Awards el mateix any. L'EP de debut de Marley, Higher Place, es va publicar el 2020, i inclou èxits com «Slow Down», en col·laboració amb la cantant H.E.R., que va rebre una nominació als Grammy, «No Love» i «Make Me Feel», amb Rick Ross i Ari Lennox.

## Discografia
- Higher Place (EP, 2020)